# 500 miles d'Indianapolis 1986

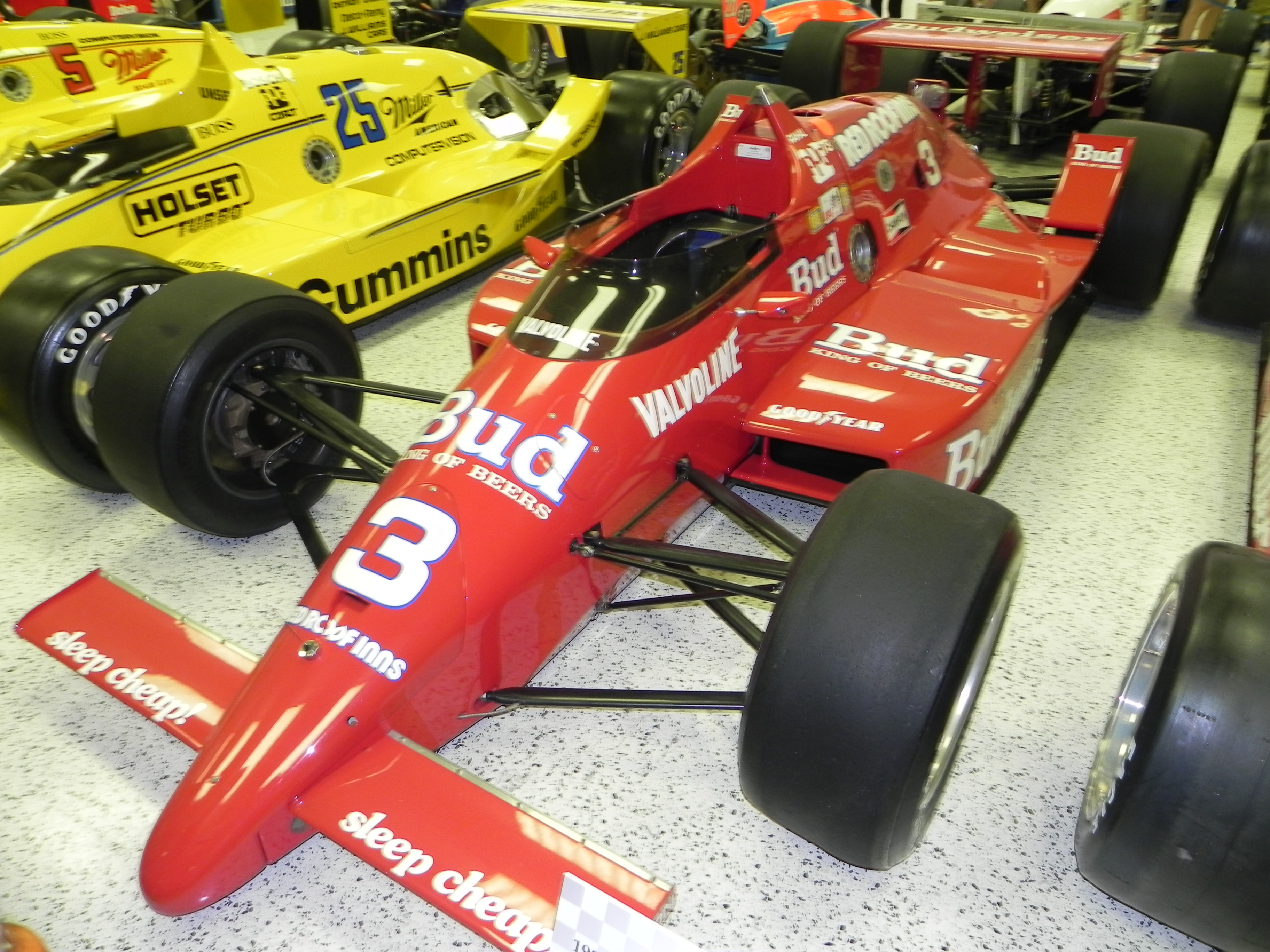
La March-Cosworth de Bobby Rahal, victorieuse de l'édition 1986 des 500 miles d'Indianapolis.

Les 500 miles d'Indianapolis 1986, organisés exceptionnellement le samedi 31 mai 1986 sur l'Indianapolis Motor Speedway, ont été remportés par le pilote américain Bobby Rahal sur une March-Cosworth.

## Grille de départ
| Ligne | Intérieur      | Milieu             | Extérieur             |
| 1     | Rick Mears     | Danny Sullivan     | Michael Andretti      |
| 2     | Bobby Rahal    | Al Unser           | Kevin Cogan           |
| 3     | Tom Sneva      | Roberto Guerrero   | Al Unser Jr.          |
| 4     | Ed Pimm        | Emerson Fittipaldi | Johnny Rutherford     |
| 5     | Randy Lanier   | Pancho Carter      | Jacques Villeneuve    |
| 6     | Danny Ongais   | Josele Garza       | Tony Bettenhausen Jr. |
| 7     | Arie Luyendyk  | Geoff Brabham      | A. J. Foyt            |
| 8     | Raul Boesel    | Scott Brayton      | Phil Krueger          |
| 9     | Chip Ganassi   | Jim Crawford       | Rich Vogler           |
| 10    | Johnny Parsons | Gary Bettenhausen  | Mario Andretti        |
| 11    | George Snider  | Roberto Moreno     | Dick Simon            |

La pole a été réalisée par Rick Mears à la moyenne de 348,951 km/h. Il s'agit également du chrono le plus rapide des qualifications.
Non qualifié, Dick Simon a été autorisé à prendre le départ à la suite du forfait de Dennis Firestone, blessé lors des derniers essais libres.

## Classement final
| no | Pilote                 | Voiture        | Tours | Temps/Abandon     |
| 1  | Bobby Rahal            | March-Cosworth | 200   |                   |
| 2  | Kevin Cogan            | March-Cosworth | 200   |                   |
| 3  | Rick Mears             | March-Cosworth | 200   |                   |
| 4  | Roberto Guerrero       | March-Cosworth | 200   |                   |
| 5  | Al Unser Jr.           | Lola-Cosworth  | 199   |                   |
| 6  | Michael Andretti       | March-Cosworth | 199   |                   |
| 7  | Emerson Fittipaldi     | March-Cosworth | 199   |                   |
| 8  | Johnny Rutherford      | March-Cosworth | 198   |                   |
| 9  | Danny Sullivan         | March-Cosworth | 197   |                   |
| 10 | Randy Lanier (R)       | March-Cosworth | 195   |                   |
| 11 | Gary Bettenhausen      | March-Cosworth | 193   |                   |
| 12 | Geoff Brabham          | Lola-Cosworth  | 193   |                   |
| 13 | Raul Boesel            | Lola-Cosworth  | 192   |                   |
| 14 | Dick Simon             | Lola-Cosworth  | 189   |                   |
| 15 | Arie Luyendyk          | Lola-Cosworth  | 188   | accident          |
| 16 | Pancho Carter          | Lola-Cosworth  | 179   | roulement de roue |
| 17 | Ed Pimm                | March-Cosworth | 168   | électricité       |
| 18 | Josele Garza           | March-Cosworth | 167   |                   |
| 19 | Roberto Moreno (R)     | Lola-Cosworth  | 158   | calage            |
| 20 | Jacques Villeneuve (R) | March-Cosworth | 154   | mécanique         |
| 21 | Chip Ganassi           | March-Cosworth | 151   | moteur            |
| 22 | Al Unser               | Penske-Ilmor   | 149   | vibrations        |
| 23 | Danny Ongais           | March-Buick    | 136   | allumage          |
| 24 | A. J. Foyt             | March-Cosworth | 135   | accident          |
| 25 | Rich Vogler            | March-Cosworth | 132   | accident          |
| 26 | George Snider          | March-Cosworth | 110   | allumage          |
| 27 | Johnny Parsons         | March-Cosworth | 100   | mécanique         |
| 28 | Tony Bettenhausen Jr.  | March-Cosworth | 77    | mécanique         |
| 29 | Jim Crawford           | March-Buick    | 70    | mécanique         |
| 30 | Scott Brayton          | March-Buick    | 69    | moteur            |
| 31 | Phil Krueger (R)       | March-Cosworth | 67    | moteur            |
| 32 | Mario Andretti         | Lola-Cosworth  | 19    | allumage          |
| 33 | Tom Sneva              | March-Cosworth | 0     | accident          |

Un (R) indique que le pilote était éligible au trophée « Rookie of the Year » (« la recrue de l'année »), attribué à Randy Lanier.

## Note
1. ↑  Programmée le dimanche 25 mai, puis reportée en vain au lundi 26 mai à cause de la pluie, l'épreuve a finalement eu lieu le samedi 31 mai.

## Sources
- (en) Résultats complets sur le site officiel de l'Indy 500